# Vetrna energija na Hrvaškem
Moč vetra na Hrvaškem narašča, odkar je bila leta 2004 v državi postavljena prva vetrna elektrarna. Decembra 2010 je skupna moč vetra znašala 69,8 MW.
Prva vetrna elektrarna je bila postavljena na otoku Pag leta 2004. Leta 2006 se je v bližini Šibenika odprla še ena vetrna elektrarna. Hrvaška vlada je 1. julija 2007 sprejela pet podzakonskih aktov o spodbudah za proizvodnjo električne energije iz obnovljivih virov, vključno s tarifami za dovajanje.
Največji lokalni razvijalec vetrne energije je Adria Wind Power.
Trenutno je na Hrvaškem skupno 327 vetrnih turbin, ki proizvajajo skupno 803,1 MW ali električne energije, vendar bodo nove turbine, ki bodo ves čas v obratovanju, pričakovano, da bo do začetka leta 2030 skupna inštalirana moč dosegla 3200 MW in z nekaj dodatnih 800 vetrnimi turbinami, ki so v gradnji na Hrvaškem ali se bodo kmalu pridružile nacionalnemu energetskemu omrežju, bi lahko Hrvaška do konca leta 2025 proizvedla več kot 3,2 GW električne energije samo iz vetra. Od začetka leta 2020 Hrvaška proizvaja približno 28,3% energije iz obnovljivih virov, vlada upa, da bi lahko Hrvaška do leta 2030 iz vetra in sonca proizvedla približno 37,5% energije iz obnovljivih virov, in sprejela novo strategijo za dosego tega cilja. Do konca leta 2021 naj bi obnovljiva energija na Hrvaškem proizvedla približno 877 MW samo iz vetra in sonca ali približno 32% celotne porabe energije iz obnovljivih virov energije, Hrvaška je presegla cilje EU na področju obnovljivih virov energije in jo do leta 2020 močno presegla 28,3% vse svoje energije iz obnovljivih virov energije, Inštalirana zmogljivost konec leta 2020 vključuje sončne elektrarne z močjo 89 MW, ki naj bi se v letu 2021 podvojile na 184 MW nameščene moči, Vetrna elektrarna z 803,1 MW naj bi bila do konca leta 2021 povečala na najmanj 875 MW, drugi viri, kot so biomasa in drugi viri, pa bodo znatno presegli številko leta 2020 s skupno 3226 MW proizvedene energije iz obnovljivih virov. Trenutno stopnja rasti in načrtovane naložbe v naslednjih 5-7 letih bi morala energija, pridobljena iz vetra in sonca, zlahka doseči 40% celotne porabe energije na Hrvaškem, 50% pa zelo verjetno, da bi dosegla cilje, ki so jih postavile Nemčija, Švedska, Norveška, Danska, Finska in Avstrija. Čeprav je hrvaška vlada postavila skromne cilje glede deleža obnovljive energije v celotni porabi energije, sprva 20% do leta 2020, zdaj pa skromnih 37,5% do leta 2030 ali 54% do leta 2050, se država hitro približuje ciljem, določenim za leto 2050, po sedanji stopnji razširitev obnovljivih virov na Hrvaškem je do leta 2035 povsem mogoče, da bo Hrvaška izpolnila svoje cilje do leta 2050.